# Marcelo Álvaro Antônio
Marcelo Henrique Teixeira Dias, plus connu comme Marcelo Álvaro Antônio, né le 16 février 1974, est un homme politique brésilien. 
De 2019 à 2020, il est ministre du tourisme du président Jair Bolsonaro.

## Vie privée
Marcelo Antônio est le fils d'un homme politique de Belo Horizonte fortement implanté dans la région do Barreiro. Son père, Álvaro Antônio Teixeira Dias (1938-2003), s'y est fait élire à plusieurs reprises conseiller municipal de Belo Horizonte, député de l'État de Minas Gerais et député fédéral pour l'État de Minas Gerais. Il a habitué son fils à l'accompagner dès l'enfance lors de ses déplacements dans la circonscription. En 2011, après le décès du père, lorsqu'il décide à son tour de briguer un mandat de Conseiller municipal de Belo Horizonte, il adopte le nom qu'il garde ensuite définitivement en politique, Marcelo Álvaro Antônio, nom qui rappelle sa filiation aux électeurs.
Il est marié et a trois enfants.

## Vie politique
En 2011, il devient Conseiller municipal de Belo Horizonte. En 2014, il est élu pour la première fois député fédéral avec l'étiquette du PRP . En 2016, il est candidat du PR à la mairie de Belo Horizonte,.
En 2018, il se fait réélire député fédéral sous la bannière du PSL, auquel il venait d'adhérer. Il est actuellement le chef du bureau régional de ce parti. 
Membre du Front évangélique à la Chambre des députés, sa nomination comme ministre du tourisme a été bien accueillie dans le secteur.

## Détournement d'argent par le PSL
Un article très documenté du 4 février 2019 de la Folha de S.Paulo révèle un détournement d'argent public électoral au travers de « candidatures orange ». Cette expression désigne les candidats qui s'inscrivent à une élection non pas pour concourir mais pour percevoir des fonds publics. Ces fonds sont ensuite dirigés vers les candidats « sérieux », mais échouent le plus souvent sur des comptes privés des proches des candidats ou des dirigeants du parti. Il s'agit de quatre candidates : ensemble, elles ont eu moins de 2 000 voix et ont reçu 279 000 réaux. De cet argent, au moins 85 000 réaux ont échoué sur les comptes personnels d'adjoints, de proches, ou d'associés des adjoints des dirigeants du PSL.
En sa qualité de chef du bureau régional du PSL, responsable donc des nominations et de l'organisation de ces campagnes, Marcelo Álvaro Antônio est directement visé par la dénonciation de la Folha de São Paulo. Interrogé par écrit par le journal avec un formulaire comportant neuf questions, le ministre répond par une phrase unique : « Tirer des conclusions à partir de l'argent dépensé par un candidat et le nombre de voix obtenues est, au minimum, sous-estimer la démocratie et le pouvoir d'analyse des électeurs ».
Le 25 février, le ministre sollicite à la justice par référé l'appréhension de 13 articles de la Folha de São Paulo. Mais la demande est refusée. Par ailleurs, la procureure de la République, Raquel Dodge, récuse également sa demande d'être jugé par une juridiction spéciale, le STF, c'est-à-dire par la Cour Suprême .